# (26908) Lebesgue
(26908) Lebesgue (1996 GK) – planetoida z pasa głównego asteroid okrążająca Słońce w ciągu 3,98 lat w średniej odległości 2,51 j.a. Odkryta 11 kwietnia 1996 roku.